# NGC 4745
NGC 4745 (inoffiziell auch NGC 4745 A) ist eine Balken-Spiralgalaxie vom Hubble-Typ SBb im Sternbild Haar der Berenike. Sie ist schätzungsweise 327 Millionen Lichtjahre von der Milchstraße entfernt und hat einen Durchmesser von etwa 85.000 Lichtjahren. Vom Sonnensystem aus entfernt sich das Objekt mit einer errechneten Radialgeschwindigkeit von näherungsweise 7.300 Kilometern pro Sekunde.
Gemeinsam mit PGC 43529 bildet sie das optische Galaxienpaar Holm 474.
Das Objekt wurde am 24. April 1865 von Heinrich Louis d’Arrest entdeckt.

## Galaktisches Umfeld
| Nr. | Galaxie          | Alternativname               | Rek           | Dek           | Distanz/asec |
| --- | ---------------- | ---------------------------- | ------------- | ------------- | ------------ |
| →   | NGC 4745         | LEDA/PGC 43539               | 12h51m26.163s | +27d25m16.55s | 0            |
| 1   | LEDA/PGC 43529   | NGC 4745B                    | 12h51m21.991s | +27d26m37.69s | 98.15        |
| 2   | LEDA/PGC 1807173 | 2MASX J12510919+2724241      | 12h51m09.231s | +27d24m24.65s | 231.43       |
| 3   | LEDA/PGC 1805743 | 2MASX J12515032+2721391      | 12h51m50.402s | +27d21m39.01s | 389.24       |
| 4   | LEDA/PGC 86437   | 2MASX J12513794+2718383      | 12h51m37.961s | +27d18m38.37s | 428.09       |
| 5   | LEDA/PGC 1811747 | 2MASX J12511529+2733461      | 12h51m15.31s  | +27d33m45.7s  | 529.71       |
| 6   | LEDA/PGC 43619   | MCG +05-30-109               | 12h52m08.994s | +27d28m38.21s | 604.73       |
| 7   | LEDA/PGC 43462   | UGC 7992                     | 12h50m37.522s | +27d25m29.39s | 647.80       |
| 8   | LEDA/PGC 1802467 | GALEXASC J125151.62+271523.4 | 12h51m51.581s | +27d15m20.15s | 685.86       |
| 9   | LEDA/PGC 214033  | 2MASX J12503701+2728586      | 12h50m37.047s | +27d28m58.80s | 690.61       |
| 10  | NGC 4728         | LEDA/PGC 43455               | 12h50m28.077s | +27d26m05.67s | 775.02       |
| 11  | LEDA/PGC 43632   | MCG +05-30-111               | 12h52m16.21s  | +27d31m59.2s  | 778.60       |
| 12  | LEDA/PGC 43618   | MCG+05-30-110                | 12h52m05.456s | +27d35m46.60s | 818.61       |
| 13  | LEDA/PGC 1804221 | 2MASX J12503168+2718506      | 12h50m31.650s | +27d18m50.40s | 822.50       |
| 14  | LEDA/PGC 1806315 | 2MASX J12501621+2722476      | 12h50m16.186s | +27d22m48.02s | 943.76       |
| 15  | NGC 4721         | LEDA/PGC 43437               | 12h50m19.922s | +27d19m26.42s | 949.42       |